# Kamianka (Ostrów Mazowiecka)
Pour les articles homonymes, voir Kamianka.
Kamianka (prononciation : [kaˈmjanka]) est un village polonais de la gmina de Nur dans le powiat d'Ostrów Mazowiecka de la voïvodie de Mazovie dans le centre-est de la Pologne.
Le village compte approximativement une population de 30 habitants en 2006.

## Histoire
De 1975 à 1998, la gmina est attachée administrativement à le Powiat de Zambrów dans la voïvodie de Łomża.